# USS Bristol (DD-453)
Pour les autres navires du même nom, voir USS Bristol.
L'USS Bristol (DD-453) était un destroyer de classe Gleaves en service dans l'United States Navy pendant la Seconde Guerre mondiale. Il fut le premier navire baptisé sous le nom de Mark Lambert Bristol (en), un Rear admiral de la marine de guerre des États-Unis.
Sa quille a été posée le 20 décembre 1940 au chantier Federal Shipbuilding and Drydock Company à Kearny, dans le New Jersey. Il est lancé le 25 juillet 1941, parrainé par Mme Clayton, fille de Powell Clayton, et mis en service le 22 octobre 1941 sous le Lieutenant commander C. C. Wood.

## Historique
Durant sa première année de service, le destroyer escorte des convois dans l'Atlantique Nord, effectuant plusieurs voyages  transatlantique entre l'Irlande et les États-Unis. Le 22 septembre 1942, C. C. Wood est remplacé par le Lieutenant commander Jean Albert Glick. Le 24 octobre 1942, il effectue son premier voyage pour l'Afrique du Nord dans le cadre de l'opération Torch, où il prend part aux débarquements de Fedala, au Maroc (8-17 novembre). De retour aux États-Unis à la fin du mois de novembre, il opère au large de Norfolk jusqu'au 14 janvier 1943, date à laquelle il repart pour la Méditerranée. Il effectue un voyage dans la zone du canal de Panama en avril 1943 avant de repartir dans le bassin méditerranéen où il sert exclusivement jusqu'au 13 octobre 1943.

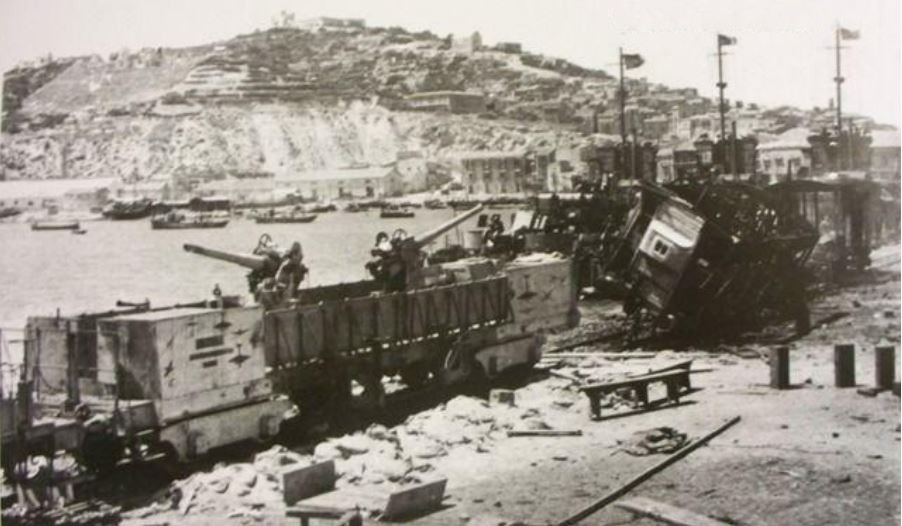
Train armé de la Marine italienne « T.A. 76/2 / T » détruit par le Bristol.

Il prend part à l'opération Husky du 9 juillet – 17 août 1943 et aux débarquements de Salerne du 9 au 21 septembre. Le 11 septembre, le Bristol sauve 70 survivants du destroyer USS Rowan (en), torpillé par un Schnellboot. Au cours d'une mission de bombardement, le destroyer détruit des trains armés de la Marine italienne autour du port de Licata.
Le 13 octobre 1943 à  04 h 30, alors qu'il escorte un convoi pour Oran, en Algérie, le Bristol est touché du côté gauche à l'avant de la salle des machines par une torpille tirée du U-boot U-371, commandé par Waldemar Mehl. Brisé en deux par l'explosion, la section arrière coule huit minutes plus tard suivie quatre minutes après par la partie avant. 52 hommes d'équipage décèdent dans cette attaque, les survivants seront secourus par les destroyers USS Trippe (en) et USS Wainwright (en).

### Convois escortés
| Convoi | Groupe d'escorte         | Date                         | Notes                                                                                              |
| ------ | ------------------------ | ---------------------------- | -------------------------------------------------------------------------------------------------- |
| HX 179 | Groupe A5 MOEF           | 13-22 mars 1942              | 21 navires escortés sans perte de Terre-Neuve jusqu'en Irlande du Nord                             |
| ON 81  | Groupe A5 MOEF           | 30 mars - 9 avril 1942       | 13 navires escortés sans perte d'Irlande du Nord à Terre-Neuve                                     |
| AT 17  |                          | 1er-12 juillet 1942          | 6 transports de troupes escortés sans perte de New York à Firth of Clyde                           |
| UGF 1  |                          | 24 octobre - 8 novembre 1942 | 31 navires escortés sans perte de la baie de Chesapeake jusqu'en Afrique du Nord (opération Torch) |
| UGF 4  |                          | 14-25 janvier 1943           | 21 navires escortés sans perte de la baie de Chesapeake jusqu'en Méditerranée                      |
| UGF 6  |                          | 5-18 mars 1943               | 22 navires escortés sans perte de la baie de Chesapeake jusqu'en Méditerranée                      |
| UGS 6  | Renforcement de bataille | 20-22 mars 1943              | De la baie de Chesapeake jusqu'en Méditerranée; 3 navires torpillés et coulés                      |
| GUF 6  |                          | 25 mars - 7 avril 1943       | 15 navires escortés sans perte de la Méditerranée jusqu'à la baie de Chesapeake                    |
| UGS 8A |                          | 17 mai - 1er juin 1943       | 80 navires escortés sans perte de la baie de Chesapeake jusqu'en Méditerranée                      |

## Récompenses
Le Bristol a reçu trois Battle star pour son service dans la Seconde Guerre mondiale.